# Zambia ai Giochi della XXXIII Olimpiade
Lo Zambia ha partecipato ai Giochi della XXXIII Olimpiade che si sono svolti a Parigi dal 26 luglio all'11 agosto 2024, con una delegazione di 29 atleti (incluso le riserve), 9 uomini e 20 donne, in 5 discipline.

## Medagliere

### Per disciplina
| Sport            | Oro | Argento | Bronzo | Totale |
| ---------------- | --- | ------- | ------ | ------ |
| Atletica leggera | 0   | 0       | 1      | 1      |
| Totale           | 0   | 0       | 1      | 1      |

### Medaglie
| Medaglia | Nome             | Sport            | Evento                   |
| -------- | ---------------- | ---------------- | ------------------------ |
| Bronzo   | Muzala Samukonga | Atletica leggera | 400 metri piani maschili |

## Delegazione
| Sport            | Uomini | Donne | Totale |
| ---------------- | ------ | ----- | ------ |
| Atletica leggera | 4      | 0     | 4      |
| Calcio           | 0      | 18    | 18     |
| Judo             | 1      | 0     | 1      |
| Nuoto            | 1      | 1     | 2      |
| Pugilato         | 1      | 1     | 2      |
| Totale           | 9      | 20    | 27     |

## Risultati

### Atletica leggera
| Q | Qualificato al turno successivo per la posizione in qualificazione                                                           |
| q | Qualificato per il turno successivo per ripescaggio o, negli eventi su campo, conquistando la misura minima per qualificarsi |

### Maschile

#### Corse su pista, marcia e maratona
| Atleta                                                                 | Evento            | Batteria | Batteria  | Semifinale | Semifinale | Finale  | Finale    |
| Atleta                                                                 | Evento            | Tempo    | Risultato | Tempo      | Risultato  | Tempo   | Risultato |
| ---------------------------------------------------------------------- | ----------------- | -------- | --------- | ---------- | ---------- | ------- | --------- |
| Muzala Samukonga                                                       | 400 m             | 44"56    | Q         | 43"81      | Q          | 43"74   | Bronzo    |
| Kennedy Luchembe Chanda Mulenga Patrick Kakozi Nyambe Muzala Samukonga | Staffetta 4×400 m | 3'00"58  | q         |            |            | 3'02"76 | 8°        |

### Femminile

#### Girone
| Arbitro: | Katia García |

|                             |           |  |
| Rodman 17’ Swanson 24’, 25’ | Marcatori |  |

| Arbitro: | Emikar Calderas |

|                                                                         |           |                                          |
| Kennedy 7’ Raso 35’ Musole 58’ (aut.) Catley 65’, 78’ (rig.) Heyman 90’ | Marcatori | 1’, 33’, 45+2’ Banda 21’, 56’ Kundananji |

| Arbitro: | Yoshimi Yamashita |

|           |           |                                       |
| Banda 49’ | Marcatori | 10’, 61’ Schüller 47’ Bühl 90+5’ Senß |

### Maschile
| Atleta     | Evento | Preliminari           | 16-esimi             | Ottavi               | Quarti di finale     | Semifinali           | 1º Turno ripescaggi  | Ripescaggi Quarti    | Ripescaggi Semifinali | Finale               |
| Atleta     | Evento | Avversario Risultato  | Avversario Risultato | Avversario Risultato | Avversario Risultato | Avversario Risultato | Avversario Risultato | Avversario Risultato | Avversario Risultato  | Avversario Risultato |
| ---------- | ------ | --------------------- | -------------------- | -------------------- | -------------------- | -------------------- | -------------------- | -------------------- | --------------------- | -------------------- |
| Simon Zulu | −60 kg | Kim Won-jin P (00-10) | Non qualificato      | Non qualificato      | Non qualificato      | Non qualificato      | Non qualificato      | Non qualificato      | Non qualificato       | Non qualificato      |

| Atleta          | Evento            | Batterie | Batterie   | Semifinali      | Semifinali      | Finale          | Finale          |
| Atleta          | Evento            | Tempo    | Classifica | Tempo           | Classifica      | Tempo           | Classifica      |
| --------------- | ----------------- | -------- | ---------- | --------------- | --------------- | --------------- | --------------- |
| Damien Shamambo | 50 m stile libero | 24"09    | 48°        | Non qualificato | Non qualificato | Non qualificato | Non qualificato |

### Femminile
| Atleta    | Evento            | Batterie | Batterie   | Semifinali      | Semifinali      | Finale          | Finale          |
| Atleta    | Evento            | Tempo    | Classifica | Tempo           | Classifica      | Tempo           | Classifica      |
| --------- | ----------------- | -------- | ---------- | --------------- | --------------- | --------------- | --------------- |
| Mia Phiri | 50 m stile libero | 26"49    | 32°        | Non qualificata | Non qualificata | Non qualificata | Non qualificata |

### Maschile
| Atleta            | Evento              | 16-esimi             | Ottavi               | Quarti               | Semifinali           | Finale               |
| Atleta            | Evento              | Avversario Risultato | Avversario Risultato | Avversario Risultato | Avversario Risultato | Avversario Risultato |
| ----------------- | ------------------- | -------------------- | -------------------- | -------------------- | -------------------- | -------------------- |
| Patrick Chinyemba | Pesi mosca (-51 kg) |                      | Panghal V 4-1        | de Pina P 0-5        |                      |                      |

### Femminile
| Atleta        | Evento              | 16-esimi             | Ottavi               | Quarti               | Semifinali           | Finale               |
| Atleta        | Evento              | Avversario Risultato | Avversario Risultato | Avversario Risultato | Avversario Risultato | Avversario Risultato |
| ------------- | ------------------- | -------------------- | -------------------- | -------------------- | -------------------- | -------------------- |
| Margret Tembo | Pesi mosca (-50 kg) | Kaivo-oja P 0-5      |                      |                      |                      |                      |